# Amador Vaz de Alpoim
Amador Vaz de Alpoim (1568–1617) fue un noble portugués, militar, conquistador y explorador de América del Sur.  Fundó el linaje Cabral de Melo Alpoim en el Río de la Plata, descendiente de los primeros pobladores de las islas Azores.

## Biografía
Amador Alpoim y su esposa Margarita eran nacidos en la Isla de Santa María (Azores), donde habían vivido sus padres y abuelos. A mediados de abril de 1599 llegaron a Buenos Aires desde Río de Janeiro, ciudad en la que habían vivido algunos años.
En 1604, siendo capitán, participó en la expedición de Hernando Arias de Saavedra a la mítica Ciudad de los Césares y a las islas del Paraná, salvando en esta última la vida de Hernandarias, que al caer de su caballo casi fue muerto por los charrúas.
Por estos años, Alpoim se retiró como esclavista, para dedicarse exclusivamente a su estancia, donde se criaba ganado y producía vinos.

## Familia y antepasados
Amador era hijo de Estevan Alpoim e Isabel Velha. Sus abuelos paternos eran Estêvão Pires de Alpoim y Grimanesa Pires, hija de Pedro Vaz Marinheiro. Amador descendía de Lopo de Alpoim y N Pinheiro, hija de Álvaro Pires Pinheiro Lobo.
De acuerdo a distintas fuentes, los Alpoim descendían de Reyes de Inglaterra,, Enrique II de Castilla, y de Godofredo de Puy, hijo ilegítimo de Guillermo el Conquistador. Sin embargo, según las fuentes se dice de Lopo de Alpoim que "His family descended from noble families of French, Portuguese and Galician origin" siendo este señor alcalde de Montemor-o-Velho e hijo de Don Mendo de Alpoim canciller y embajador de Juan I de Portugal. Nacido este Don Mendo hacia el 1260 y siendo hijo de Gomes de Alpoim (yerno del Alcaide de Évora) es imposible que pueda descender de Enrique II de Castilla nacido en Sevilla en 1334.
Alpoim casó en las Azores con Margarita Cabral de Melo, descendiente de Martim Afonso de Melo y Briolanja de Sousa, descendiente directa por tanto de Alfonso III de Portugal. Tuvieron por hijos a Matías Cabral de Melo (clérigo), Amador Báez de Alpoin, Teniente Gobernador de Corrientes y alcalde de Buenos Aires Manuel Cabral de Melo, Teniente Gobernador de Corrientes y alcalde de Corrientes, y Cristóbal Cabral de Melo y Alpoin, Regidor de aquella ciudad.